# Павлодар
Павлода́р (каз. Павлодар, Pavlodar) — місто на північному сході Казахстану. Адміністративний центр Павлодарської області. Місто розташоване за 450 кілометрів від столиці Казахстану — Астани.
Населення — 333190 осіб (2021; 317289 у 2009, 300503 у 1999, 330748 у 1989).

## Історія
Найстаріший обласний центр на півночі Казахстану. Засновано у 1720 році. Тоді тут був заснований Коряковський форпост з гарнізоном 48 осіб, поблизу солоних озер. Його перейменували на Павлодар 1861 року на честь недавно народженого Великого Князя Павла Олександровича Романова. Хоча місто було вельми великим торговельним центром, Павлодар мав лише 8000 осіб населення станом на 1897 рік.
1955 року кампанія з освоєння цілинних земель дала початок сучасному Павлодару. Масова молодіжна міграція з інших частин СРСР, індустріалізація і швидке будівництво створили повністю нове місто.
Починаючи з середини 1960-х років, Павлодар значно виріс, став великим промисловим центром з тракторним, алюмінієвим, хімічним заводами. Будівництво нафтопереробного заводу було завершено в 1978 році. Оскільки в місті є танковий завод, відкритим для відвідування іноземцями місто стало у 1992 році.
У місті існує парафія УГКЦ.

## Географія

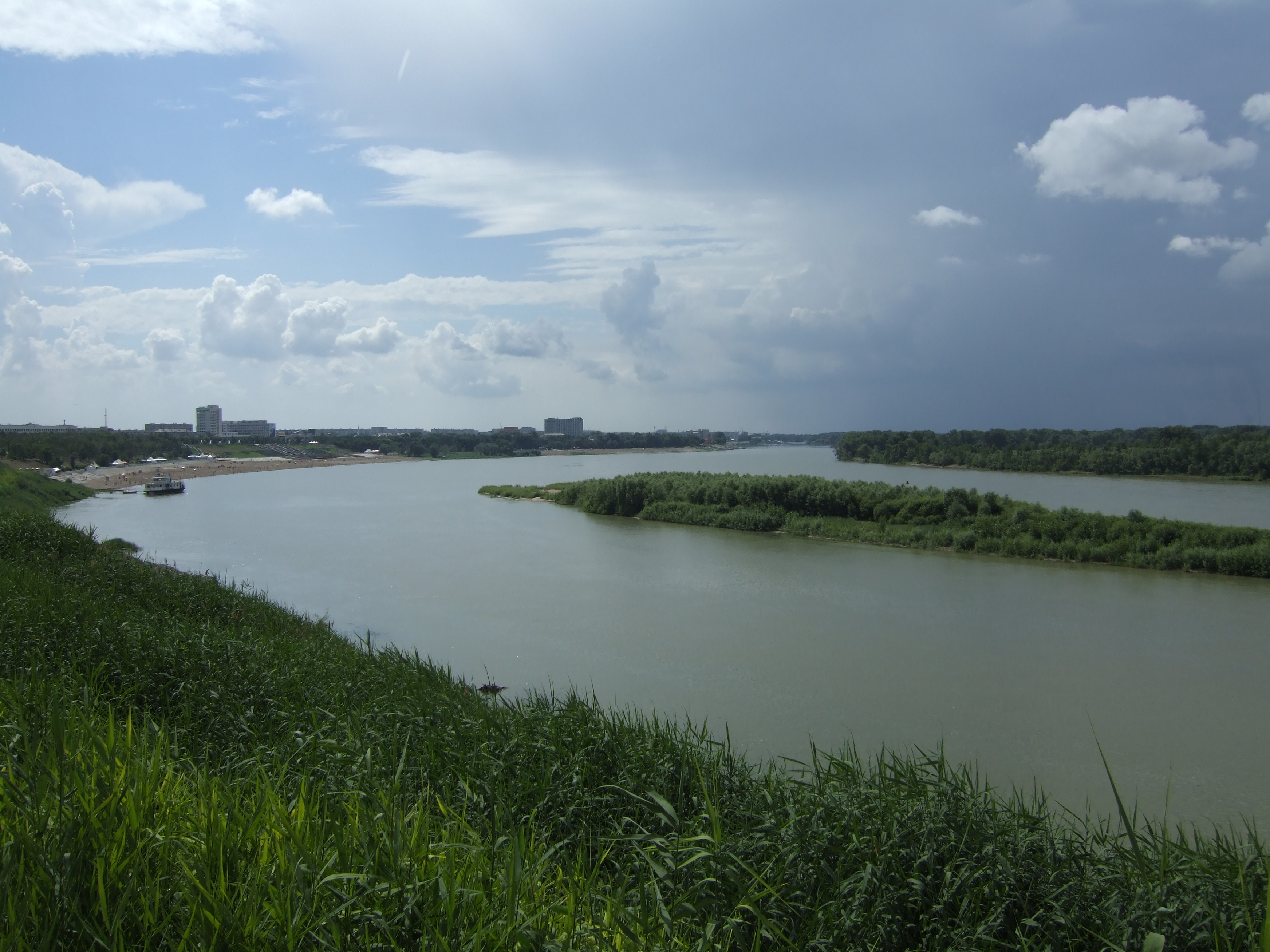
На березі Іртишу

Павлодар має помірно континентальний клімат з довгою і холодною зимою, спекотним і сухим літом. Середня температура січня −17,9 °С. Інколи до −45-47 ° C. Середня температура липня 21,2 ° C. Середньорічна кількість опадів становить 255 мм.

## Галерея

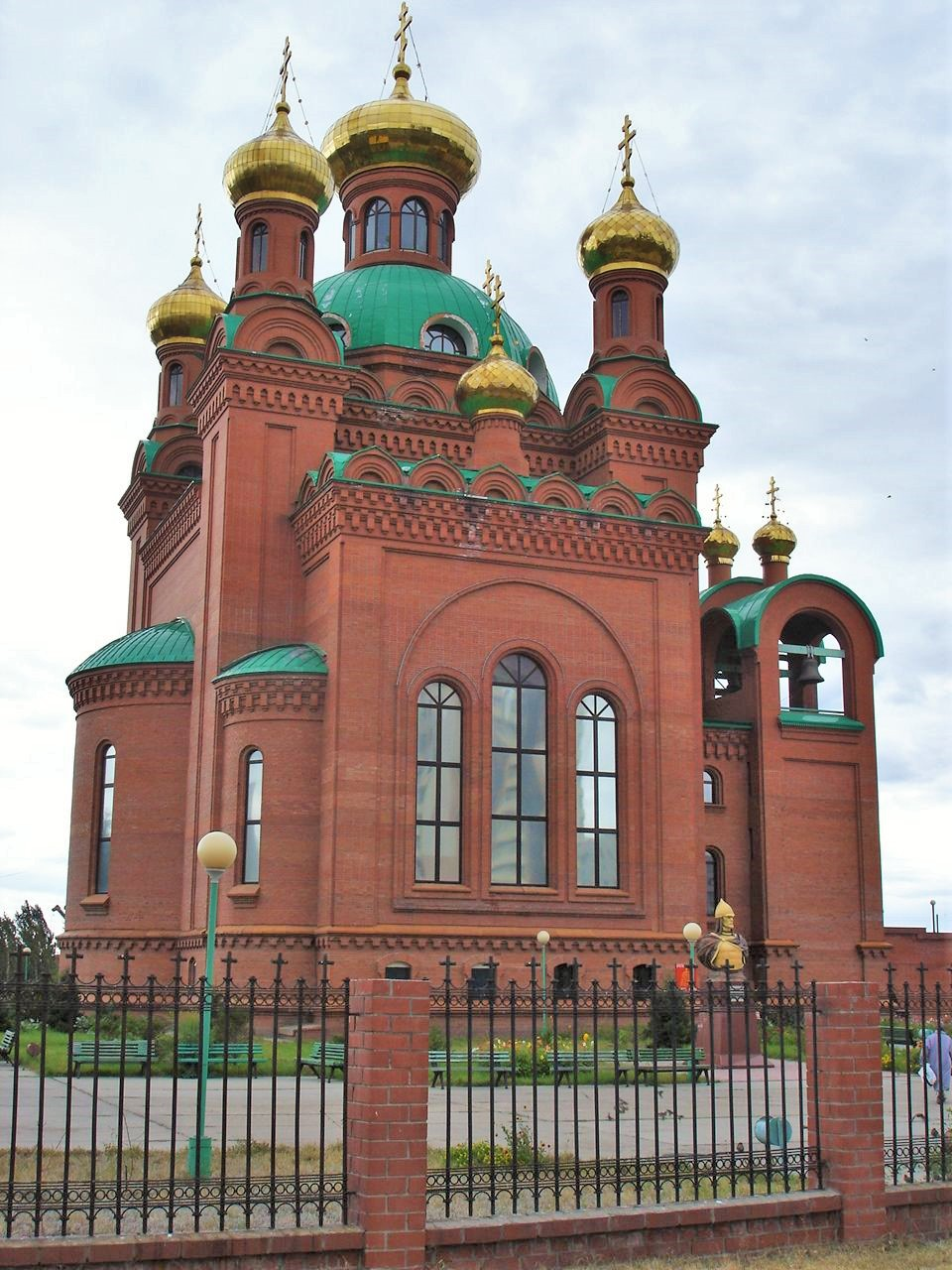
Благовіщенський собор РПЦ
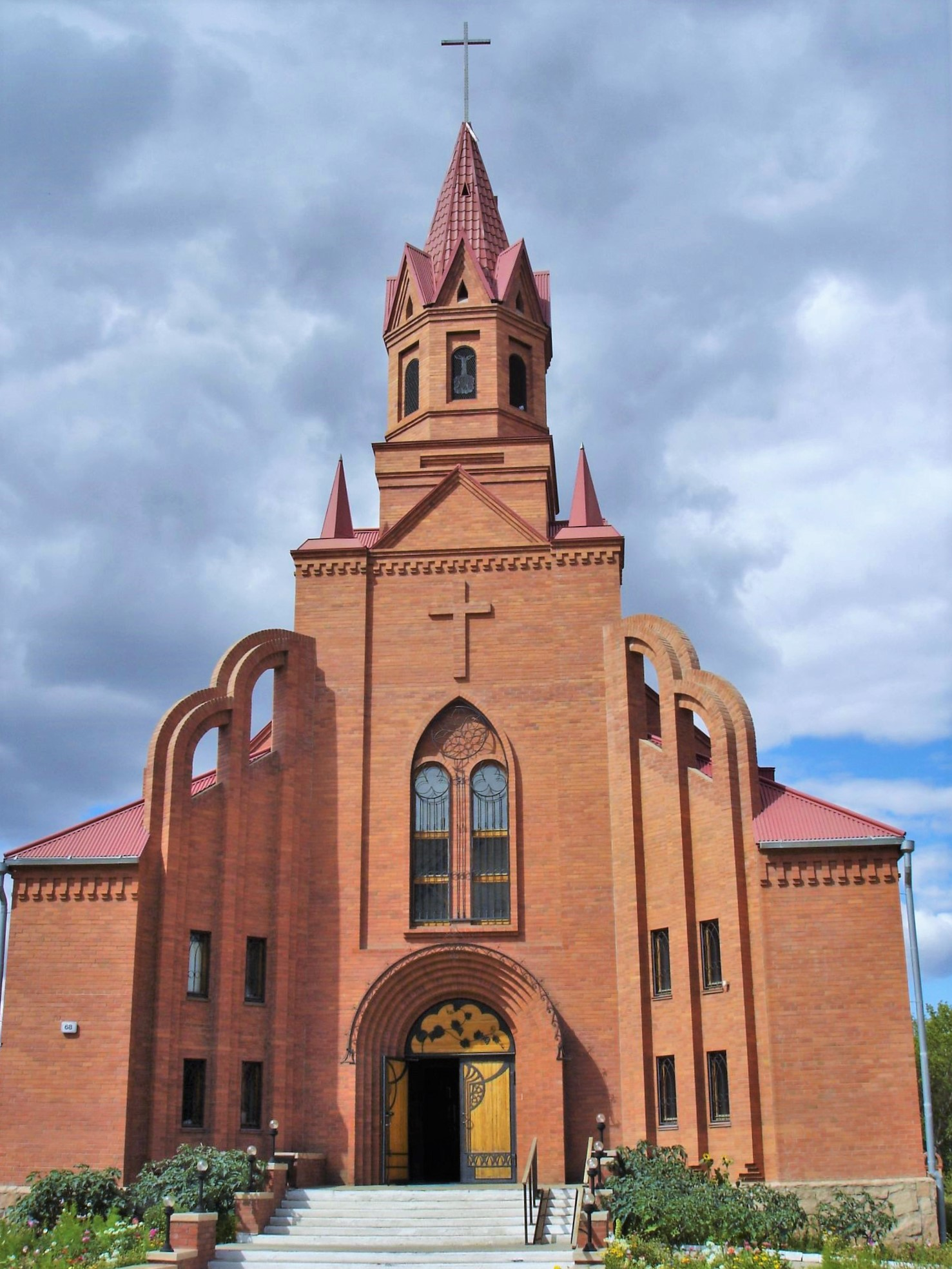
Костел Святої Терези
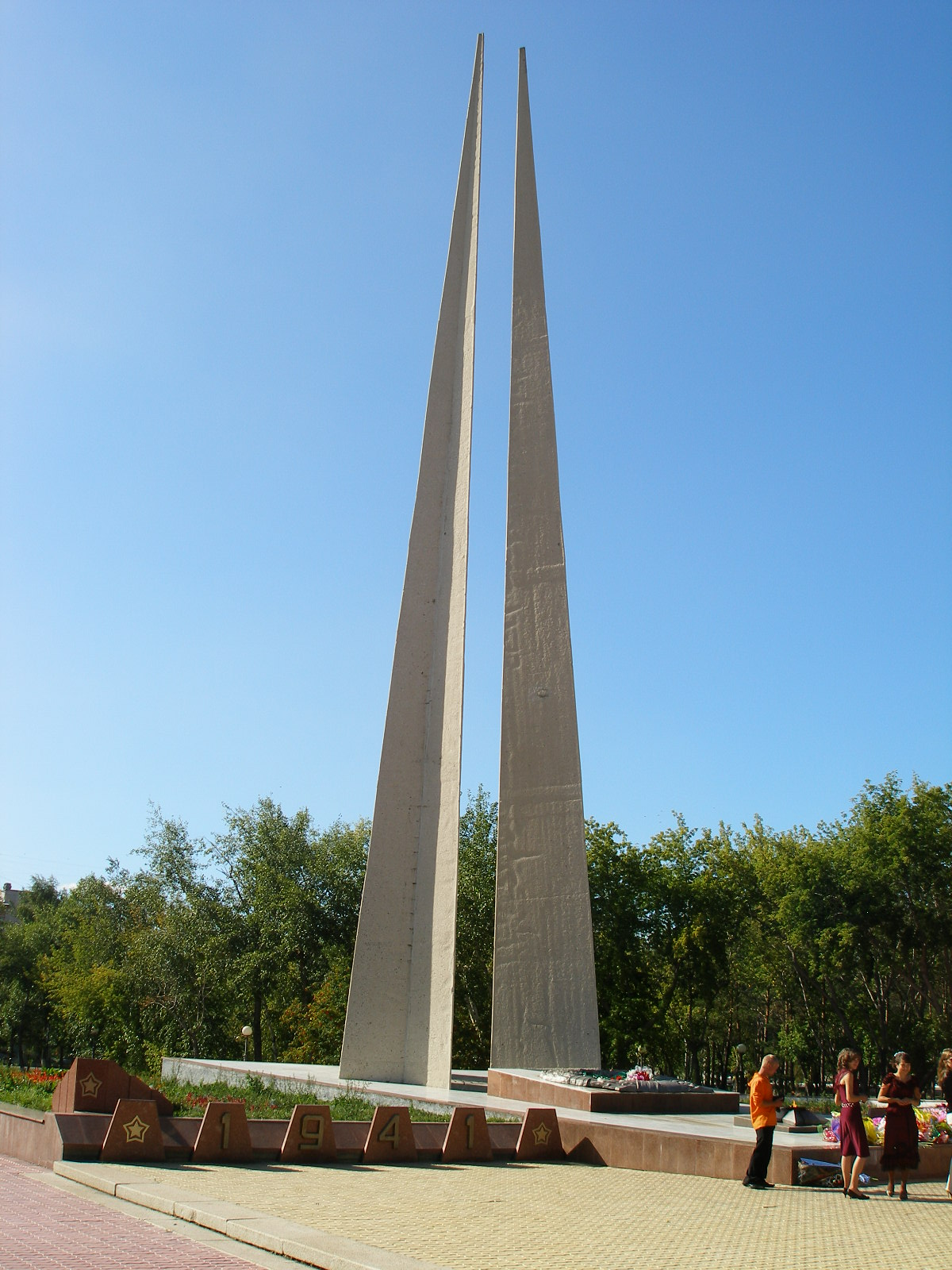
Обеліск перемоги у Другій світовій війні
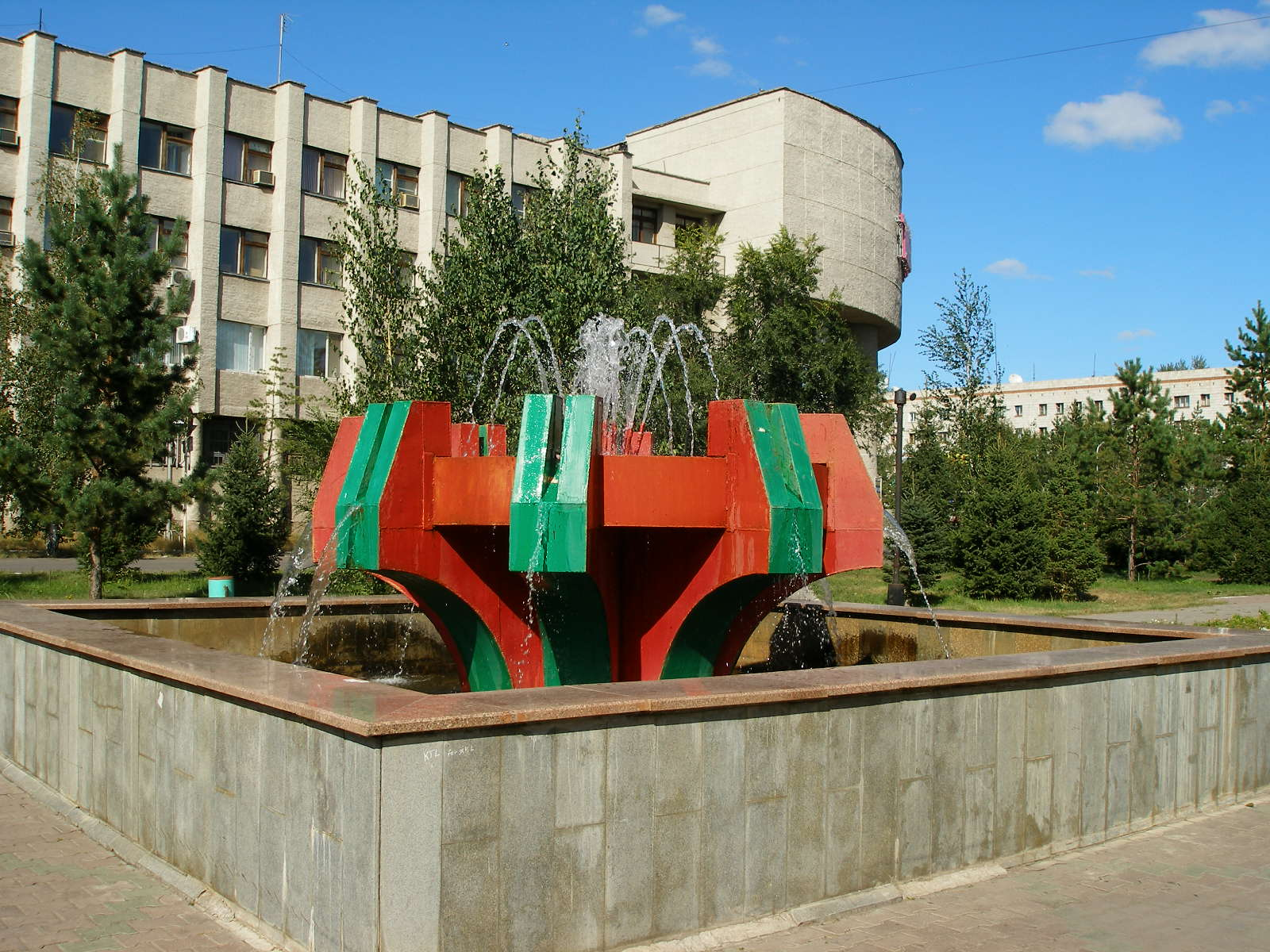
Водограї біля адмінбудівлі
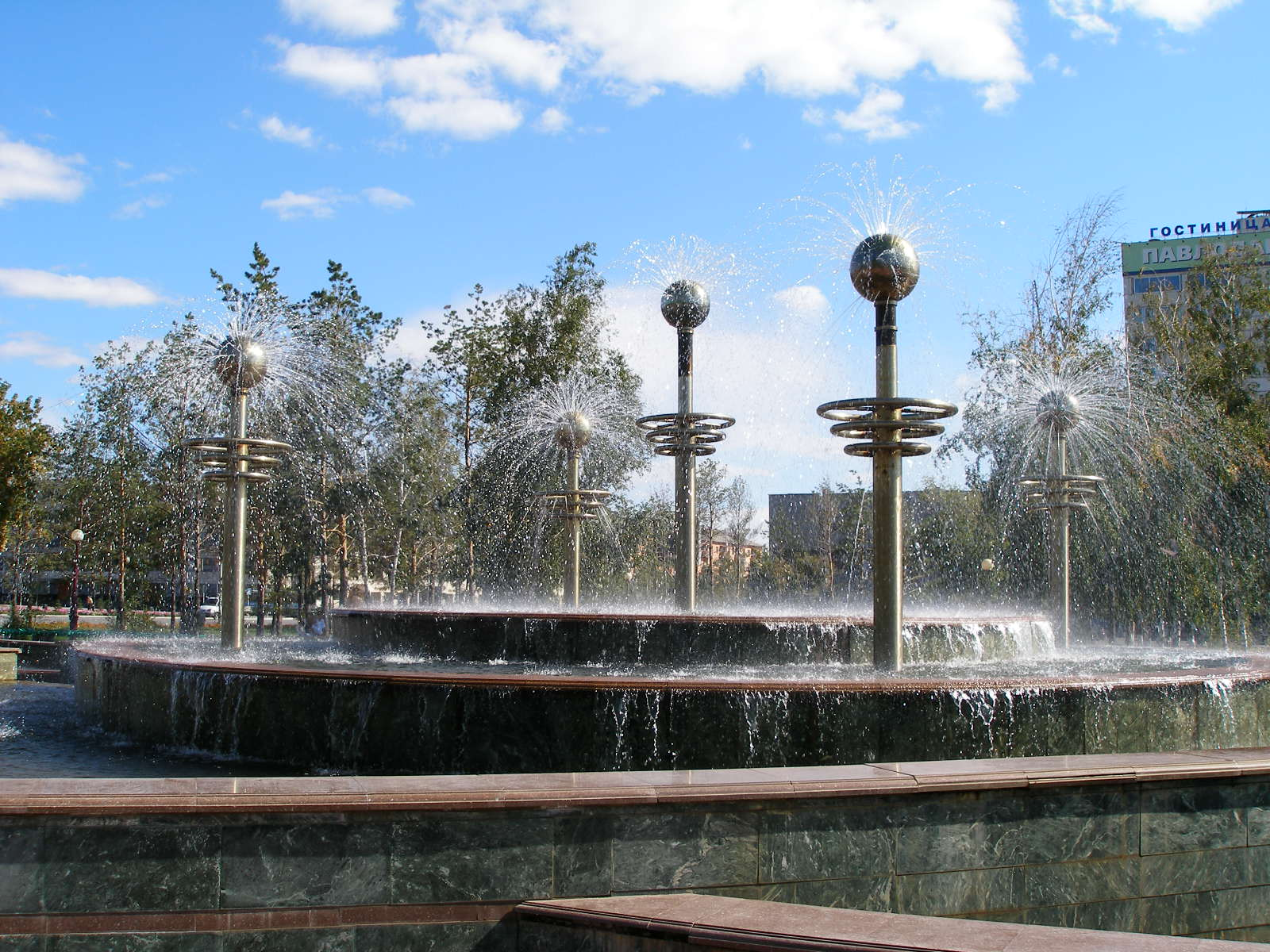
Водограї біля банку Іртиш
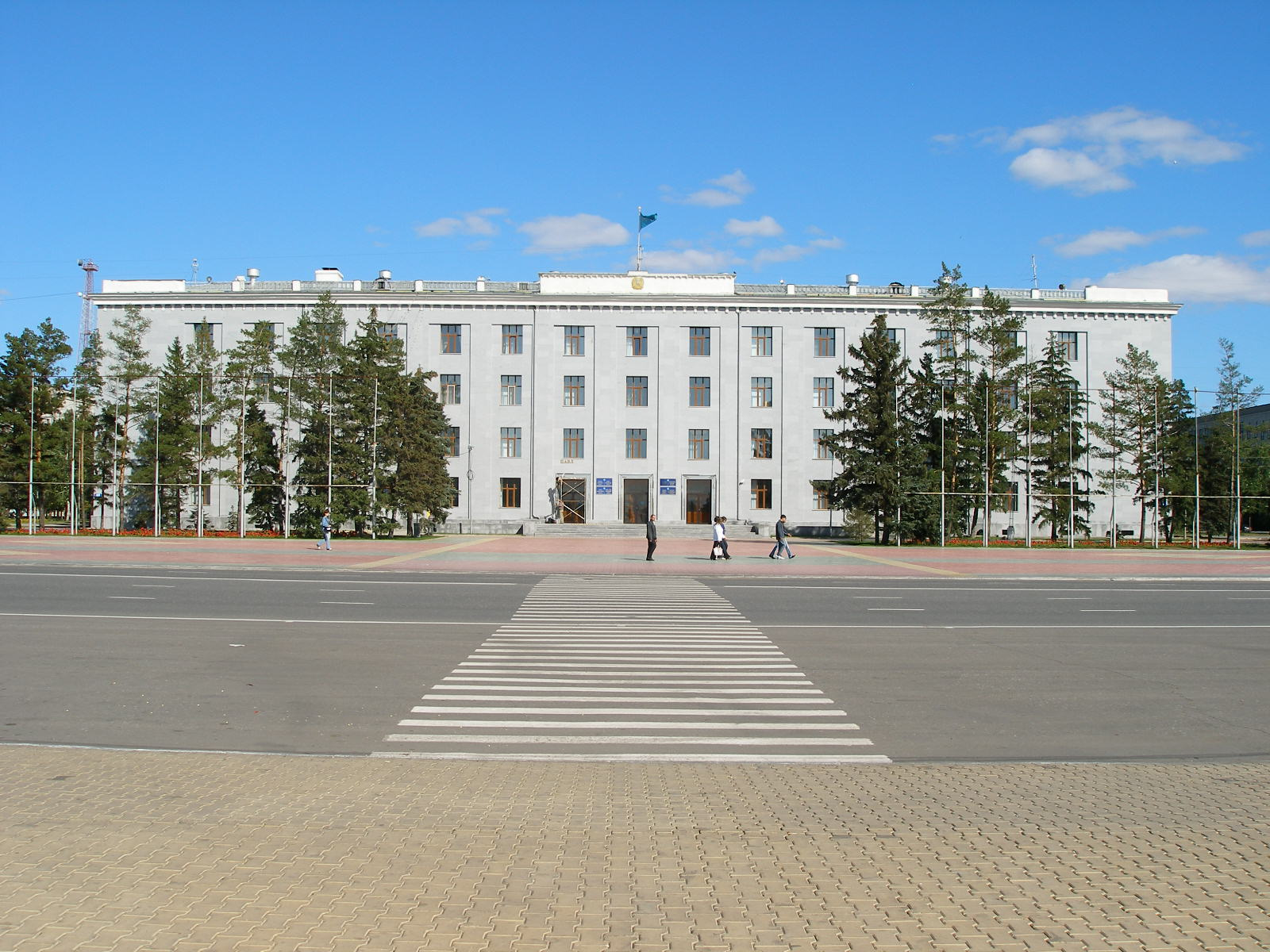
Міський уряд
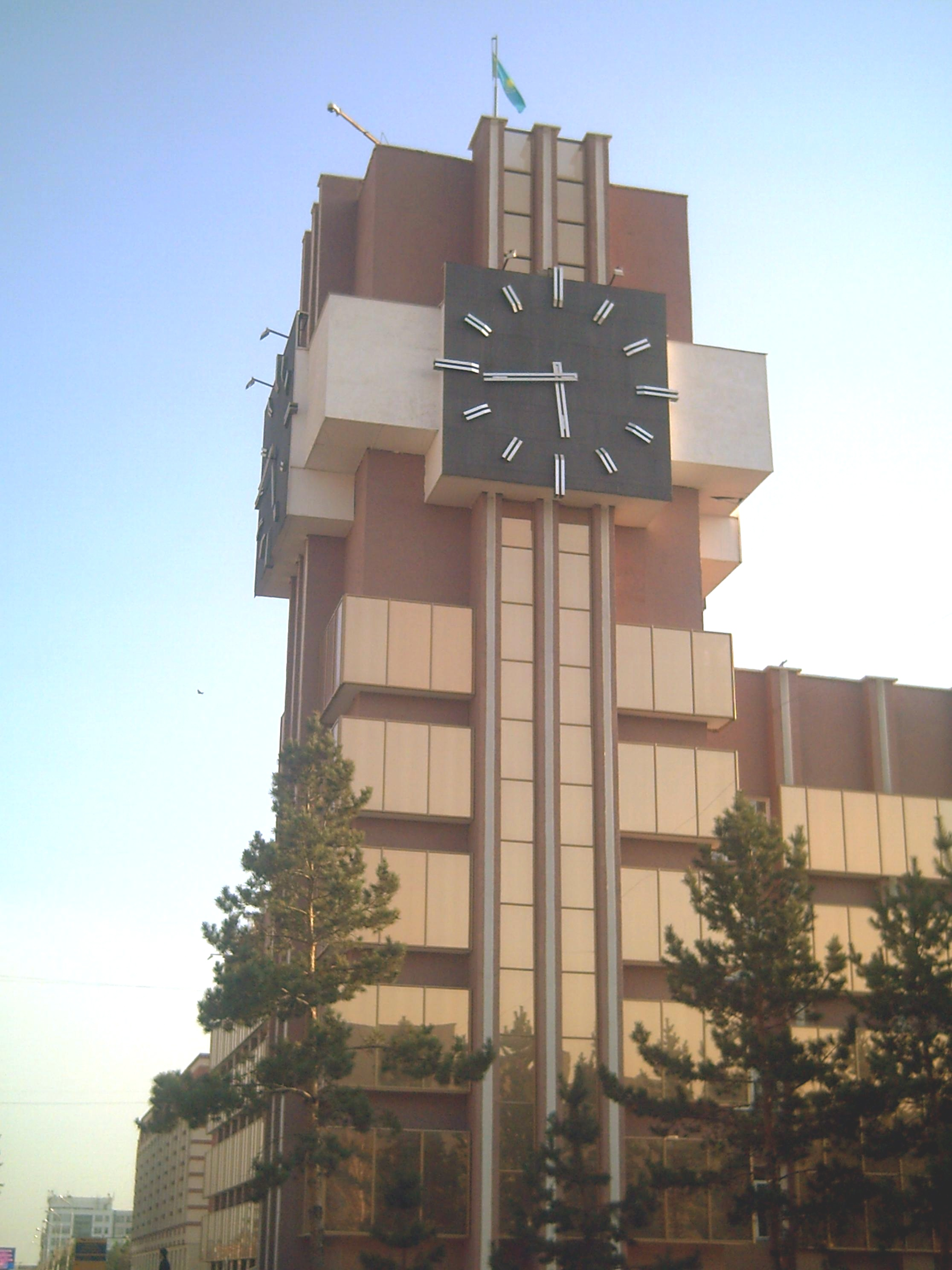
Центральний поштамт, що довгий час був символом міста